# Краус, Георг Мельхиор
Георг Мельхиор Краус (нем. Georg Melchior Kraus; 26 июля 1737, Франкфурт-на-Майне — 5 ноября 1806, Веймар) — немецкий художник. Ученик Иоганна Генриха Тишбейна-старшего,  рисовальщик и живописец, педагог и предприниматель. Был дружен с Иоганном Вольфгангом Гёте. Один из наиболее известных и популярных художников XVIII века.

## Биография
Краус был шестым ребёнком в семье. Пять его старших братьев и сестёр умерли, не достигнув возраста одного года. Родители Крауса владели гостиным двором «У белой змеи» во Франкфурте. Когда Георгу Мельхиору было восемь лет, когда его отец после преждевременной смерти супруги женился ещё раз.
В 1759—1762 годах Краус обучался живописи в мастерской Иоганна Генриха Тишбейна-старшего, придворного художника кассельского ландграфа Фридриха II. В ноябре 1762 года Георг Мельхиор отправился в Париж на учёбу к одному из наиболее известных гравёров того времени Иоганну Георгу Вилле. В Париже Краус познакомился с Жаном-Батистом Грёзом. В конце 1766 года Краус вернулся во Франкфурт и поначалу работал учителем рисования и занимался живописью бытового жанра. Во Франкфурте Краус давал уроки рисования Софии фон Ларош, Фридриху Генриху Якоби и Иоганну Вольфгангу Гёте и безуспешно подавал прошение о создании художественной академии. В последующие годы Краус работал на нескольких заказчиков, но продолжал возвращаться домой во Франкфурт. Благодаря рекомендации своего коллеги по учёбе в  Париже Якоба Маттиаса Шмутцера в 1768 году Краус стал внештатным членом свободной императорской королевской академии гравюры в Вене. Летом 1770 года Краус отправился на полтора года в Швейцарию, где много путешествовал и в конечном итоге оказался в Эрфурте.
Находясь в Эрфурте, в 1773 году Краус познакомился с Кристофом Мартином Виландом и Фридрихом Юстином Бертухом, которые ввели художника в придворные круги Веймара. После нескольких кратких визитов осень 1775 года Краус переехал в Веймар, где за исключением нескольких поездок провёл вторую половину своей жизни. Он подружился с Фридрихом Юстином Бертухом, который в то время служил тайным секретарём и казначеем молодого герцога Карла Августа. В 1775 году, приехав в родной Франкфурт, Краус рассказал Гёте об обстановке в Веймаре ещё до того, как поэт получил приглашение Карла Августа в Веймар. Краус стал первым директором Герцогской свободной школы рисунка. В 1784 году Краус сопровождал Гёте в его третьей поездке в Гарц, чтобы зафиксировать проводившиеся Гёте геологические исследования. В числе прочего они посетили живописные руины крепости Регенштайн.
В 1786 году Георг Мельхиор Краус и издатель Иоганн Фридрих Юстин Бертух издавали «Журнал роскоши и мод», для каждого выпуска которого Краус создавал гравюры. Журнал быстро завоевал популярность за пределами Германии.
В 1806 году после победы Наполеона в битве при Йене и Ауэрштедте, и в Веймар вошли французские солдаты, разгромившие дом Крауса. Несмотря на заботу Бертуха, Краус не смог пережить этот удар и умер спустя несколько недель.